# Велики Магеланов облак
Велики Магеланов облак је неправилна галаксија, већи од два „облака“ који су видљиви голим оком са јужне хемисфере и за које се дуго мислило да су сателити Млечног пута. Добили су име по португалском истраживачу Фернанду Магелану, који их је посматрао 1519. током пловидбе око света. Велики Магеланов облак се налази у сазвежђу Златне рибе, на удаљености од око 170.000 светлосних година и пречника око 35.000 светлосних година. Има око 1010 звезда и масу између десетине и дванаестине масе Млечног пута. Првобитно је био класификован као Irr I неправилна галаксија, али се због слабашне централне пречке и назнаке пречкасте спирале класификује као неправилна пречкаста галаксија (ознака класе Sm).
У Великом Магелановом облаку се налази маглина Тарантула, огромни HII регион (један од највећих познатих) пречника 900 св. година, у којем се налази регион са интензивним формирањем нових звезда. Галаксија садржи велики број облака гаса и прашине, јата младих звезда и остатака супернова. У галаксији је видљив интензиван процес формирања звезда, што је вероватно изазвано ефектима веома блиског проласка поред Млечног пута пре неколико милијарди година. Дана 24. фебруара 1987. супернова 1987A је експлодирала у Великом Магелановом облаку. То је најближа посматрана супернова од Кеплерове супернове из 1604.
ЛМЦ је класификован као Магеланова спирала. Садржи звездану шипку која је геометријски ван центра, што сугерише да је то била забрањена патуљаста спирална галаксија пре него што су јој спирални кракови поремећени, вероватно плимним интеракцијама Малог магеланског облака (SMC) и гравитације Млечног пута.
Са деклинацијом од око -70°, LMC је видљив као слабашни „облак“ са јужне Земљине хемисфере и са далеког севера од 20° N. Он опкорачује сазвежђа Дорадо и Трпеза и има привидну дужину од око 10° голим оком, 20 пута већу од Месечевог пречника, са тамних места удаљених од светлосног загађења.
Предвиђа се да ће се Млечни пут и LMC сударити за приближно 2,4 милијарде година.

## Локација
Трећа је по близини галаксија Млечном Путу, после патуљасте елиптичне патуљасте елиптичне галактике у Стријелцу (~ 16 кпц) и патуљасте галактике у Великом Псу или преко густине („overdensity”) (~ 12,9 kpc, премда се њен статус галаксије оспорава) налази ближе галактичком средишту. Велики Магеланов облак је масе од приближно 1010 Сунчевих маса што је једна стотина масе Млечног Пута. Четврта је по величини галаксија у месној групи, после Андромеде (М31), Млечнога Пута и галаксије Троугла (М33).

## Физичке карактеристике
У средишту му је проминентна пречка, што сугерише да би могла бити пречкаста патуљаста спирална галаксија пре него су поремећени њени спирални краци, вероватно гравитацијом Млечног Пута. Данашњи неправилни облик Великог Магелановог облика је вероватно резултат плимних међуделовања и с Кумовом сламом и с Малим Магелановим облаком (SMC).
Велики и Мали Магеланов облак обилују свим врстама звезда и међузвезданим творевинама. Оба облака имају овојницу од ретког и хладног водоника. Њихова се овојница издужује у узак Магеланов поток према Кумовој слами, вероватно под деловањем привлачне силе. Оба облака су послужила у науци као испитно поље за упознавање галактичких и вангалактичких објеката.
Велики Магелланов Облак садржи највећу познату H II регију, маглину 30 Дорадус, познату и као Тарантула Небула. Реч је о најактивнијој H II регији у Месној групи.
Супернова SN 1987A експлодирала је у Великом Магелановом облаку.

## Судар с Млечним путем
Велики Магелланов облак ће се катастрофално сударити с Млијечним путем унутар следеће три милијарде година. Последице овог судара бит ће у најблажу руку величанствене, а у најгорем случају страшне. Око наше галаксије круже мање, сателитске галаксије и тај њихов плес може неометано трајати милијардама година. Понекад, оне могу скренути према Млечној стази, сударити се њом и нестати у већој галаксији. Велики Магелланов облак прилично је нова појава у орбити Млечног пута. У орбиту Млечног Пута је ушао пре отприлике 1,5 милијарди година. Сада је то најсветлија сателитска галаксија, удаљена 163.000 светлосних година од Млечног пута. 
Научници су све до недавно мислили како ће тихо орбитирати, или ће се одбити од гравитације Млечног пута и потом наставити свој пут кроз свемир. Међутим сад нова мерења показују да ова мала сателитска галаксија има много већу масу него што се мислило. То значи да Велики Магеланов облак губи енергију, што ће је подстаћи да се судари с Млечним путем. То не би требало да утиче на наш Сунчев систем, јер постоји мала вероватноћа да нас дохвате последице судара две галаксија, попут избацивања из из Млечног пута у међузвездани простор. Надолазећи судар нашег Млечног пута с Магелановим облаком је већ започео. Дугачак траг гаса протеже се из Магеланових облака, а назива се Магеланов поток. Тај траг плина протеже се кроз галактички јужни пол Млечне стазе. Магеланови облаци требали би се у правом смислу те речи сударити с нашом галаксијом за неколико милијарди година, али према подацима које су 8. јануара 2020. астрономи представили на скупу Америчког астрономског друштва (ААС) у Хонолулуу, чини се да су се већ сада појавили први знакови колизије. Наиме, приликом спајања галаксија обично се стварају нове звезде, а астрономи су недавно на периферији наше галаксије, у близини Магелановог потока, уочили млади звездани скуп. На том пределу се иначе налазе најстарије звезде наше галаксије, а стручњаци су открили како су звезде овога скупа састављене од материјала из Магелановог облака.
Према истраживању које је у јануару 2019. објављено у научном часопису Monthly Notices of the Royal Astronomical Society, Велики Магеланов облак засигурно ће се сударити с нашом галаксијом, и то много пре него што се раније мислило. До тог открића научници су дошли након што су израдили компјутерске симулације кретања LMC-а. Уместо да на сигурној удаљености кружи око наше Млечне стазе, као што то чине друге сличне галаксије, Велики Магеланов облак ће се након неког времена сударити с њом. Научници процењују да је LMC тренутно од нас удаљен око 163.000 светлосних година и да се удаљава брзином од 400 километара у секунди. Међутим симулације астрофизичара са Универзитета Дархам показују да ће Велики Магеланов облак у једном тренутку успорити, окренути се према нама и сударити се с нашом галаксијом. Судар би се требао догодити за око 2,5 милијарди година.

## Историја посматрања
Велики и Мали Магеланови облаци били су лако видљиви за јужне ноћне посматраче још у праисторији. Тврди се да је прво познато писано помињање Великог Магелановог облака било од стране персијског астронома Абдалрахмана ал-Суфија Ширазија (касније познатог у Европи као „Азофи“), кога је он назвао Ал Бакр, Бели ован, у својој Књизи фиксних звезда око 964. године наше ере. Међутим, могуће је да је ово погрешно разумевање референцирања на неке звезде јужно од Канопуса за које он признаје да их није видео.
Прво потврђено забележено запажање било је 1503–1504 од стране Америга Веспучија у писму о свом трећем путовању. Споменуо је „три Канопа, два светла и један нејасан“; „светло“ се односи на два Магеланова облака, а „нејасно“ се односи на Врећу угља.
Фердинанд Магелан је видео ВМО на свом путовању 1519. и његови списи су га довели до општег западног познавања. Галаксија сада носи његово име. Галаксија и јужни крај Дорада су у тренутној епохи у опозицији око 5. децембра када су тако видљиви од заласка до изласка сунца са екваторских тачака као што су Еквадор, Конго, Уганда, Кенија и Индонезија и током дела ноћи у оближњим месецима. Изнад око 28° јужно, као што је већи део Аустралије и Јужне Африке, галаксија је увек довољно изнад хоризонта да би се сматрала исправно циркумполарном, тако да је током пролећа и јесени облак такође видљив већи део ноћи, а средина зиме у јуну се скоро поклапа са најближом положајем привидног положаја Сунца.
Мерења са свемирским телескопом Хабл, најављена 2006. године, сугеришу да се Велики и Мали Магелански облаци можда крећу пребрзо да би кружили око Млечног пута.
Астрономи су открили нову црну рупу унутар Великог Магелановог облака у новембру 2021. користећи Веома велики телескоп Европске јужне опсерваторије у Чилеу. Астрономи тврде да на његу гравитацију утиче оближња звезда, која је око пет пута већа од масе Сунца.

## Геометрија
Велики Магеланов облак има истакнуту централну полугу и спирални крак. Чини се да је централна полуга искривљена тако да су источни и западни крајеви ближи Млечном путу него средини. Године 2014, мерења са свемирског телескопа Хабл омогућила су да се одреди период ротације од 250 милиона година.
Велики Магеланов облак се дуго сматрало планарном галаксијом за коју се могло претпоставити да лежи на једној удаљености од Сунчевог система. Међутим, 1986. године, Колдвел и Колсон су открили да поље Сефеид варијабли на североистоку леже ближе Млечном путу него она на југозападу. Од 2001. до 2002. ова нагнута геометрија је потврђена на исти начин, црвеним грудвастим звездама које сагоревају хелијум, и врхом гране црвеног џина. Сва три рада налазе нагиб од око 35°, при чему галаксија окренута лицем има нагиб од 0°. Даљи рад на структури ВМО коришћењем кинематике угљеничних звезда показао је да је диск маглине дебео и распламсао, вероватно због интеракције са SMC. Што се тиче дистрибуције звезданих јата у маглини, Шомер et al. измерили су брзине за око 80 кластера и открили да овај систем кластера има кинематику у складу са кластерима који се крећу у дистрибуцији налик на диск. Ове резултате потврдили су Грочолски и сарадници, који су израчунали удаљености до узорка кластера и показали да је систем кластера распоређен у истој равни као и звезде поља.

## Рендгенски извори
Рендгенски зраци изнад позадине нису откривени ни из једног облака током лета ракете Најк-Томахавк 20. септембра 1966, нити два дана касније. Други лет је полетео са атола Џонстон у 17:13 UTC и достигао апогеј од 160 km (99 mi), са стабилизацијом окретања при 5,6 rps. Велики Магеланов облак није детектован у рендгенском опсегу 8–80 keV.
Још једна је лансирана са истог атола у 11:32 UTC 29. октобра 1968. да би се скенирао Велики Магеланов облак за рендгенске снимке. Први дискретни извор рендгенских зрака у Дораду био је у RA 05h 20m  дец −69°, и то је припадало Великом Магелановом облаку. Овај извор рендгенских зрака простирао се на око 12° и у складу је са Облаком. Његова брзина емисије између 1,5–10,5 keV за растојање од 50 kpc је 4×1038 ergs/s. Инструмент за рендгенску астрономију је ношен на ракети Тор лансираној са истог атола 24. септембра 1970. у 12:54 UTC и на висинама изнад 300 km (190 mi), да би се тражио Мали Магеланов облак и проширило посматрање. Извор у облаку је изгледао проширен и садржао је звезду ε Дор. Осветљеност рендгенских зрака (Lx) у опсегу 1,5–12 keV била је 6×1031 W (6×1038 erg/s).
Велики Магеланов облак (ВМО) се појављује у сазвежђима Менса и Дорадо. ВМО X-1 (први извор X-зрака у облаку) је на RA 05h 40m 05s дец −69° 45′ 51″, и представља бинарни извор X-зрака (звездани систем) велике масе (HMXB). Од првих пет светлећих ВМО рендгенских бинарних система: LMC X-1, X-2, X-3, X-4 и A 0538–66 (детектованих од стране Ариел 5 на А 0538–66), LMC X-2 је онај који је бинарни систем рендгенских зрака мале масе (LMXB) у облаку.
ДЕМ Л316 у облаку се састоји од два остатка супернове. Чандра рендгенски спектри показују да љуска врућег гаса у горњем левом углу има обиље гвожђа. Ово имплицира да је горњи леви SNR производ супернове типа Ia; много ниже такво обиље у доњем остатку оспорава супернову типа II.
Рендгенски пулсар од 16 ms повезан је са SNR 0538-69.1. SNR 0540-697 је разрешен коришћењем ROSAT.

## Галерија
- Део SMASH скупа података који приказује широкоугаони поглед на Велики Магеланов облак[51]
- Велики Магеланов облак снимљен од стране аматерског астронома аматера. Неповезане звезде су уклоњене.
- Велики Магеланов облак приказан из Гаја EDR3
- Велики Магеланов облак приказан из Гаје EDR3 без звезда у првом плану
- Комади Небеског ватромета, са Планетарне камере широког поља 2. Деликатни листови и замршени филаменти су остаци катаклизмичке смрти масивне звезде која је некада живела у Великом Магелановом облаку.[52]
- DEM L316A се налази на око 160.000 светлосних година у Великом Магелановом облаку[53]